# BMW M88
BMW M88 — рядные шестицилиндровые бензиновые двигатели производства BMW. Объем двигателей серии составляет 3,5 литра. Они имеют систему DOHC, два верхних распредвала приводятся в движение двойной цепью. Смесь подается для каждого цилиндра отдельно через собственный впускной коллектор и дроссель.

## История
Развитие двигателя началось с 4/76, первого варианта M88, строившегося между 1978 и 1981 годами для BMW M1. Основой послужил предшествующий, гоночный двигатель M49/3 мощностью с 465 л.с. Двигатель M88 для M1 изначально назывался М49/5, однако позднее был переименован..
Используемая в Группе 4, версия M88/1 выдавала мощность между 345 и 361 кВт, а двигатели из Procar-Serie показывали стабильную мощность в 470 л.с. (345 кВт). В отличие от Группы 4, в Группе 5 среди подержанных автомобилей было относительное разнообразие модификаций двигателя, трансмиссии и шасси, поэтому вариант M88/2, использовавшийся в группе 5, имел объём 3,2 л, два турбокомпрессора и мощность до 625 кВт.
Версия M88/3 мощностью 210 кВт использовался на BMW M 635 CSi (M6) и BMW M5 (E28). Двигатель основан на стандартной версии двигателя M30B35. Головка цилиндров, впускной и выпускной коллекторы, однако, взяты с двигателя M88. Для экспорта в Северную Америку, двигатели M88/3 1986 года должны были быть оснащены катализатором. Среди прочего, у экспортных двигателей уменьшилась степень сжатия до 9,8:1, что повлекло снижение мощности двигателя до 191 кВт. Эта версия имеет обозначение двигателя S38B35.

## Варианты
С 1963 года в BMW были введены новые правила именования проектов автомобилей и двигателей. Автомобильные проекты именовались EXX, а двигатели MХХ.
С конца 1970-х годов, так как по введенной ранее системе, обозначения заканчивались, с 1980 года работает новая схема классификации. Так, для гоночных двигателей в обозначении используется буква S, а последующее число указывает на первую цифру серии двигателей. Например, S14 основан на M10, а S38 на M30. Эта система используется в BMW сегодня.
Двигатель M88 появился в 1978 году, и он имеет название по старой схеме именования.
| Версия | Объём       | Диаметр цилиндра | Ход поршня | Степень сжатия | Мощность                           | Крутящий момент        | Использовался                                      |
| ------ | ----------- | ---------------- | ---------- | -------------- | ---------------------------------- | ---------------------- | -------------------------------------------------- |
| M88    | 3453 куб.см | 93,4 мм          | 84 мм      | 9,0:1          | 204 кВт (277 л.с.) при 6500 об/мин | 330 Нм при 5000 об/мин | BMW M1                                             |
| M88/1  | 3498 куб.см | 94 мм            | 84 мм      | 11,5:1         | 345 кВт (470 л.с.) при 9000 об/мин | 390 Нм при 7000 об/мин | Procar-Serie                                       |
| M88/2  | 3191 куб.см | 92 мм            | 80 мм      | 6,7:1          | 625 кВт (850 л.с.) при 9000 об/мин | ausreichend            | Группа 5                                           |
| M88/3  | 3453 куб.см | 93,4 мм          | 84 мм      | 10,5:1         | 210 кВт (286 л.с.) при 6500 об/мин | 340 Нм при 4500 об/мин | BMW M5 (E28), BMW M635 CSi, BMW M6                 |
| S38B35 | 3453 куб.см | 93,4 мм          | 84 мм      | 9,8:1          | 191 кВт (260 л.с.) при 6500 об/мин | 340 Нм при 4500 об/мин | BMW E24, BMW 635 CSi, BMW E12, BMW M535i, BMW 735i |

## Галерея

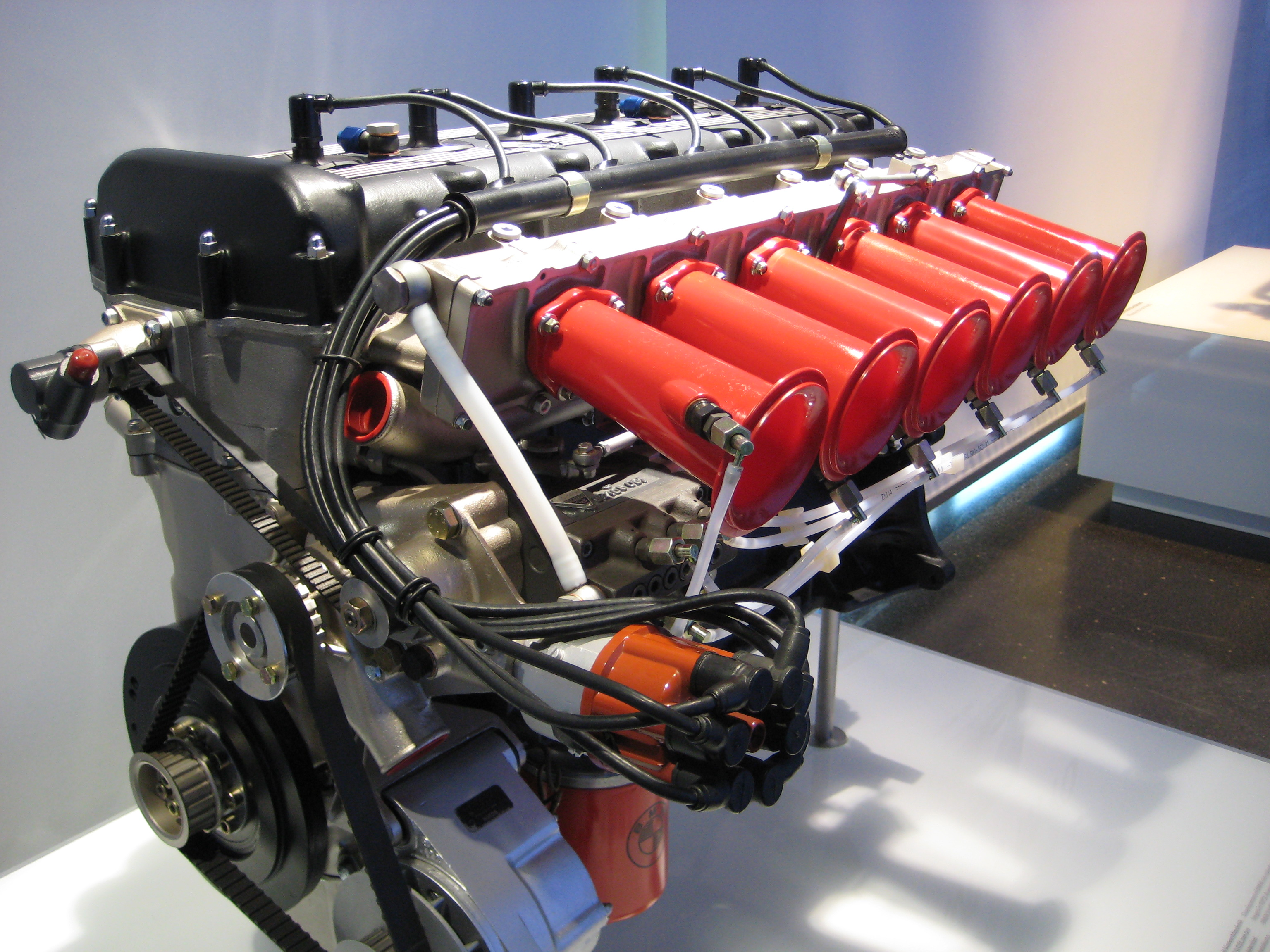
BMW M49
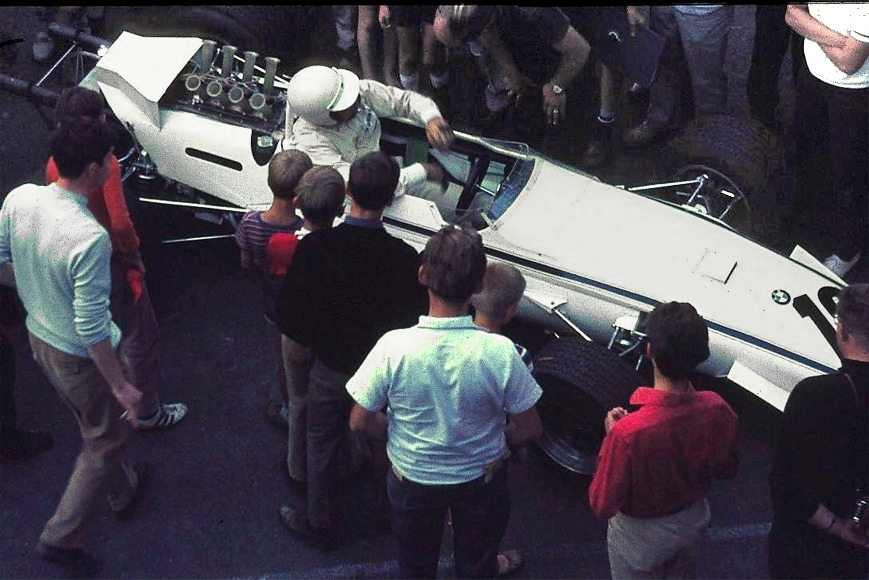
Мотор BMW M10 на болиде Lola Cars, F2 (1968)
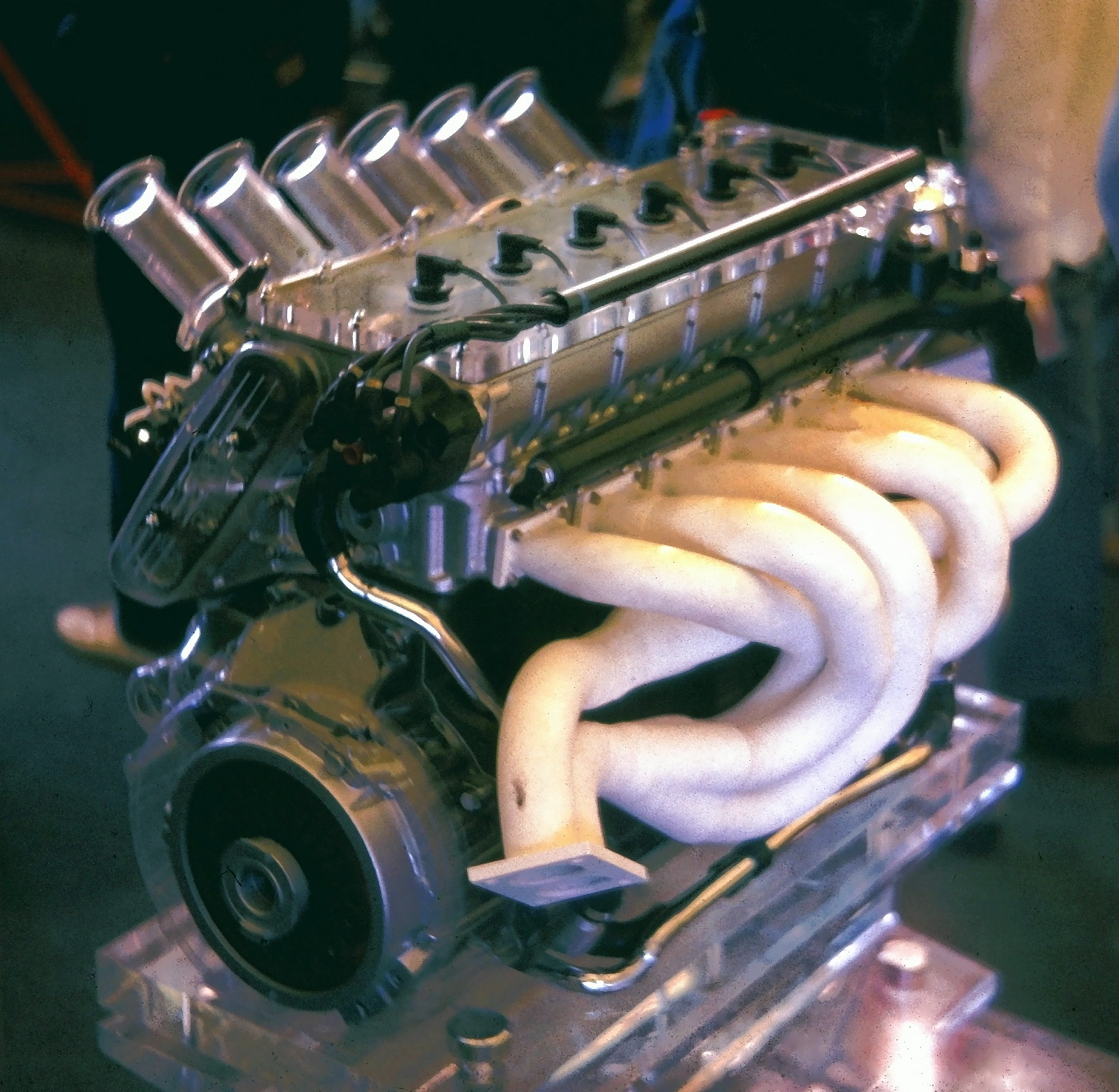
Мотор BMW M88
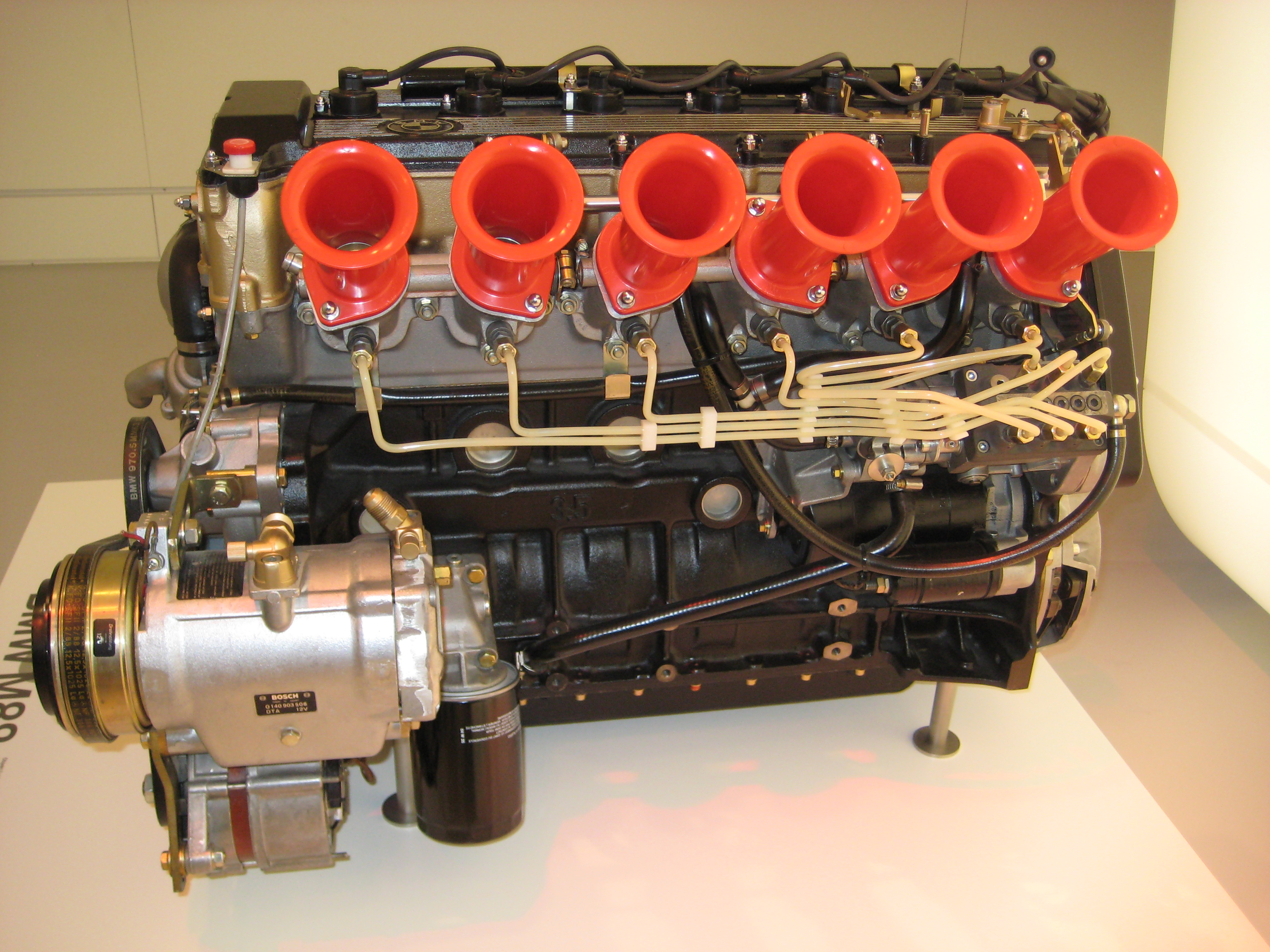
BMW M88/1
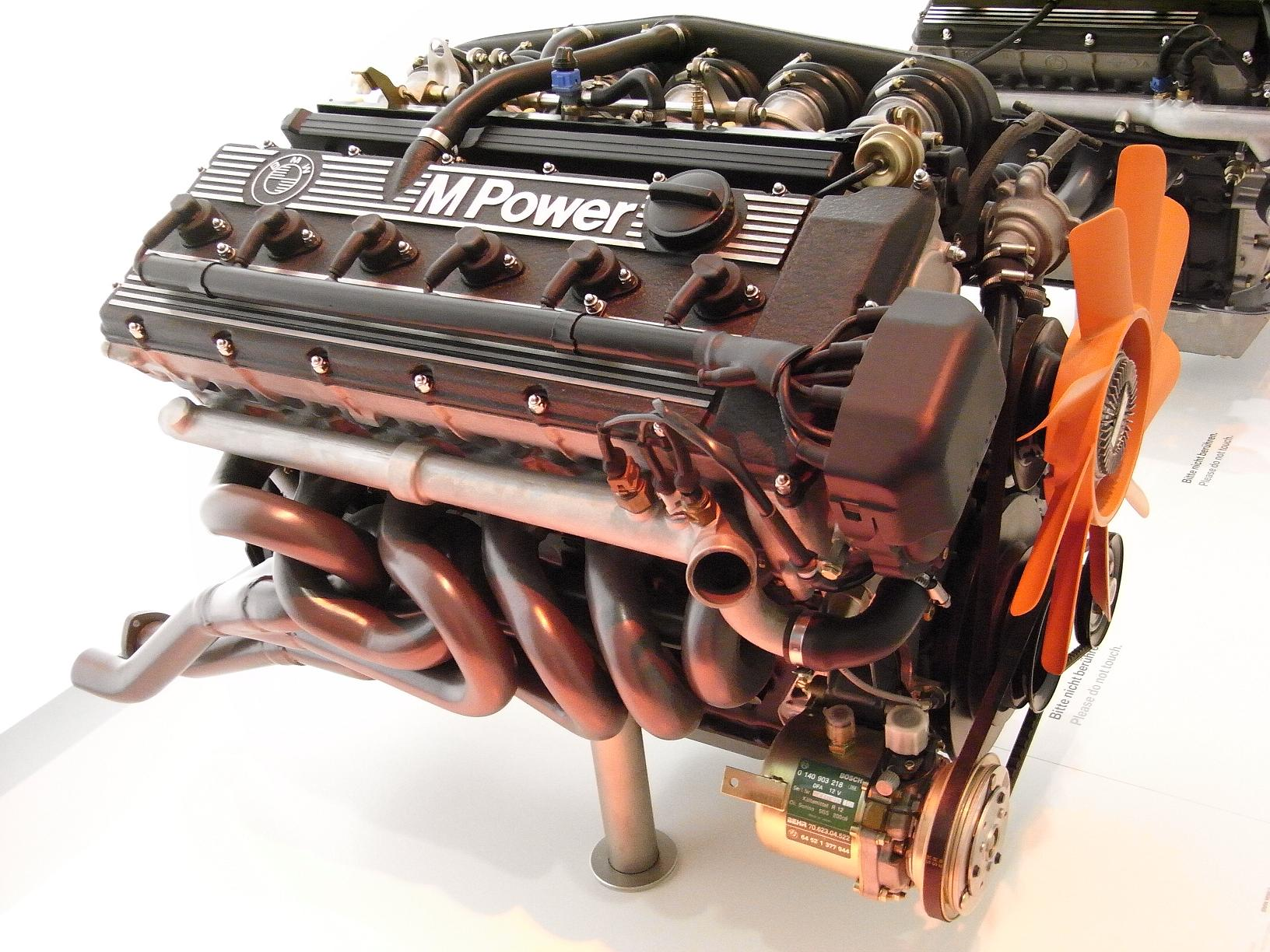
BMW M88/3